# Авенида Пресиденте Хулио Архентино Рока
Авенида Пресиденте Хулио Архентино Рока (исп. Avenida Presidente Julio Argentino Roca) — проспект в историческом центре города Буэнос-Айрес, Аргентина. Расположен рядом с диагональю Норте и проспектом Авенида де Майо. Все они находятся в политическом центре города, служат границами площади Мая.

## История
В начале двадцатого века, планировалось открыть две диагонали от исторической Площади Мая, одну на юг и другую на север, как её обычно называют, диагональ Норте.
В 1907 году администрация города наняла Жозефа Бувара, французского архитектора из Парижа, который был одержим идеей копирования родного города. Из-за природного ландшафта оба диагональных проспекта были большими, и часто муниципалитет вынужден был купить или экспроприировать участок земли больше, чем это необходимо. Самая большая потеря для города это был снос Торгового центра, который начиная с девятнадцатого века занимал квартал между улицами Перу, Чакабуко, Адольфо Алсина и Морено. Работы были завершены только в 1943 году.
В 1941 году был открыт Памятник Хулио А. Рока. Основание выполнено из мрамора с двумя фигурами, олицетворяющими страну и работу. На постаменте установлена конная бронзовая скульптура созданная скульптором Хосе Луисом Загорилла де Сан-Мартин. Он расположен на пересечении с улицей Перу.
В октябре 2011 года правительство города отправило в законодательные органы Буэнос-Айреса предложение завершить работу над Южной Диагональю в её первоначальном объёме, достигнув пересечения улиц Мексика и Бернардо де Иригойена. Однако даже часть проекта Бувара созданного в 1907 году была отвергнута, проспект окончательно был завершён на пересечении улиц Пьедрас и Авенида Бельграно, и этот последний участок с двумя кварталами была сохранён на протяжении десятилетий в законодательстве города Буэнос-Айрес, заставляя подрядчиков строить здания на запланированном маршруте,  чтобы они не мешали будущему возможному строительству диагонали.

## Название
Проспект был назван в честь Хулио Архентино Рока, президента Аргентины в 1880 — 1886 годах и в 1898 — 1904 годах.

## Описание
Через проспект проходит линия Е метро Буэнос-Айреса, станции Боливар и Бельграно.
Начинается от южной части Ратуши Буэнос-Айреса и пересекает улицы Боливар и Иполито Иригойена. У дома под № 502 (по улице Иригойена) находится вход в здание Законодательного собрания Буэнос-Айреса, ранее принадлежавшего Виктории Агирре. Под № 575 расположен главный вход в здание Дворца Законодательного собрания, построенного между 1926 и 1931 годами, по проекту архитектора Гектора Айерса.
На тротуаре перед зданием под № 530 компании Siemens (арх. Артуро Дебург, 1952), находящимся на углу с улицей Боливар расположен памятник на котором две статуи ударяют в колокол. В здании № 562  расположен Отель Ногаре, архитектор Эйнджел Паскуаль (1931).
На пересечении с улиц Перу и Адольфо Альсина расположен упомянутый в статье памятник Хулио А. Рока. Здесь расположено  единственное здание находящееся рядом с Ратушей, пережившее начало строительства Проспекта: Манзана де-лас-Лусес, здание восемнадцатого века (вход находится с улицы Перу 222). Позже в этом здании располагался университет Буэнос-Айреса, и сегодня является историческим музеем. В противоположном части проспекта находится здание, в котором работает Национальный институт статистики и переписи населения (INDEC), построенное для Министерства труда в 1956 году по проекту архитектора Артуро Дебурга.
В следующем квартале, находится здание, которое занимает весь треугольный квартал с входом под № 651: здесь располагается Министерство промышленности, торговли и малого и среднего бизнеса. На противоположной части улицы, на углу с улицей Морено расположен Национальный институт страхования.
Последний квартал Южной Диагонали на углу с улицей Морено занимает здание Superintendencia de Seguros de la Nación (№ 721), построенное между 1946 и 1950 годами, и на другой стороне находится здание “Facultad VI” у угла с улицей Пьедрас. Это постмодернистское здание, построенное в 1993 году, далее находится здание министерства национальных дорог и автострад (№ 734/742) и резиденция Премьер-министра Аргентины, конструкция из стали, построена по проекту архитектора Марио Роберто Альвареса (известное как здание SOMISA ).
Проспект (Южная Диагональ) заканчивается на углу проспекта Авенида Бельграно и улицы Пьедрас, по действующему законодательству в рамках Градостроительного кодекса Буэнос-Айреса, обязывающего строить новые здания, предусматривают продление проспекта до угла улиц Мексика и Бернардо де Иригойена.  В настоящее время существуют два здания на прогнозируемом расширении Южной Диагонали, проекты которых были разработаны с учётом возможности  продолжения проспекта.

## Галерея

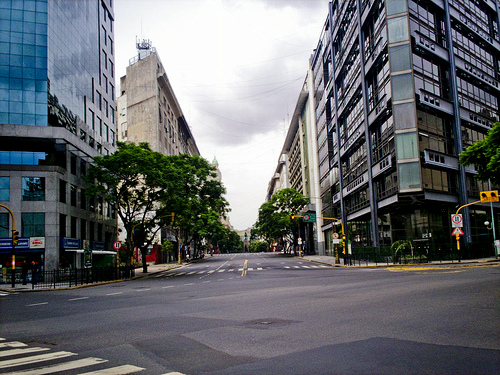
Южная Диагональ
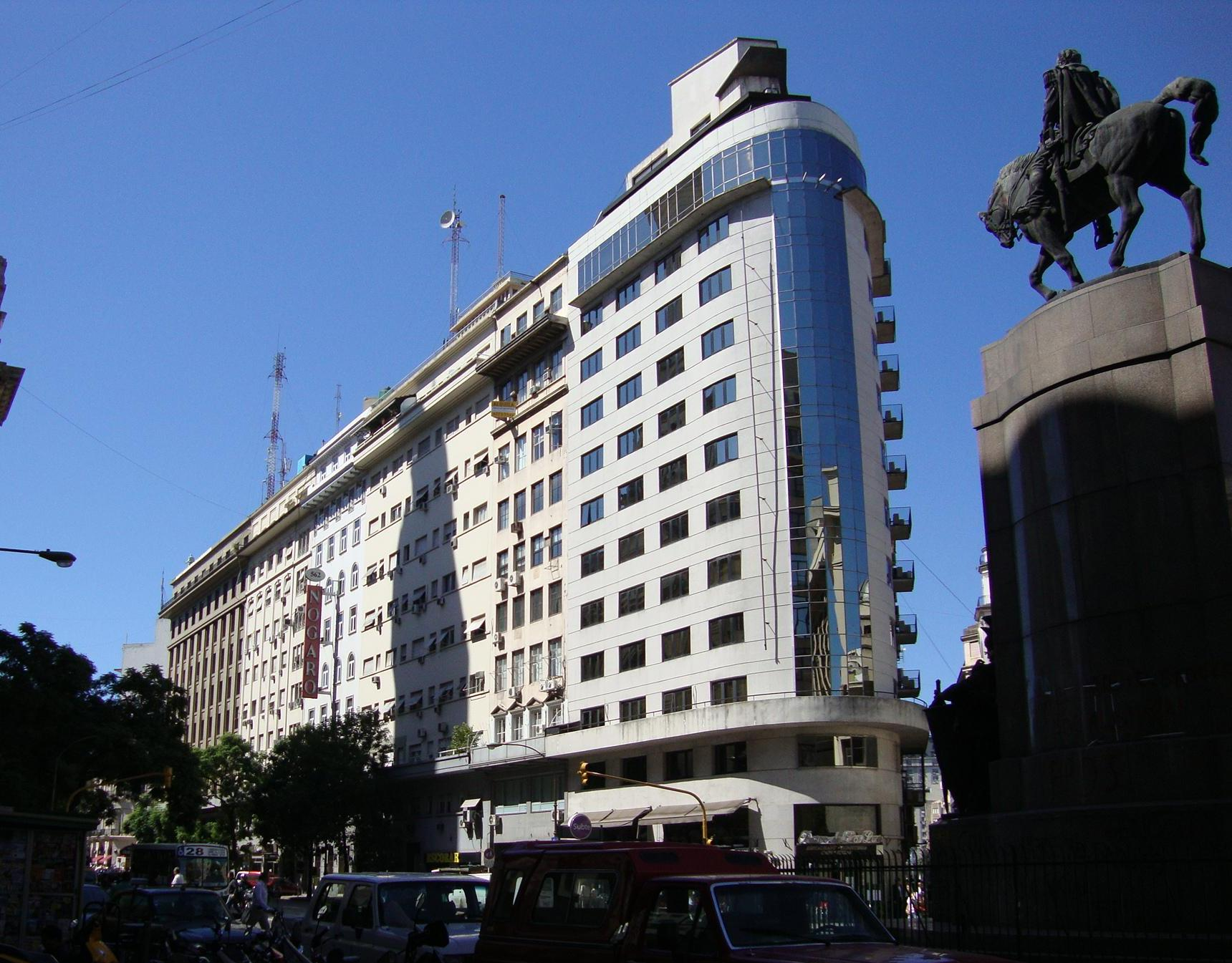
На углу с улицами Алсина и Иригойен
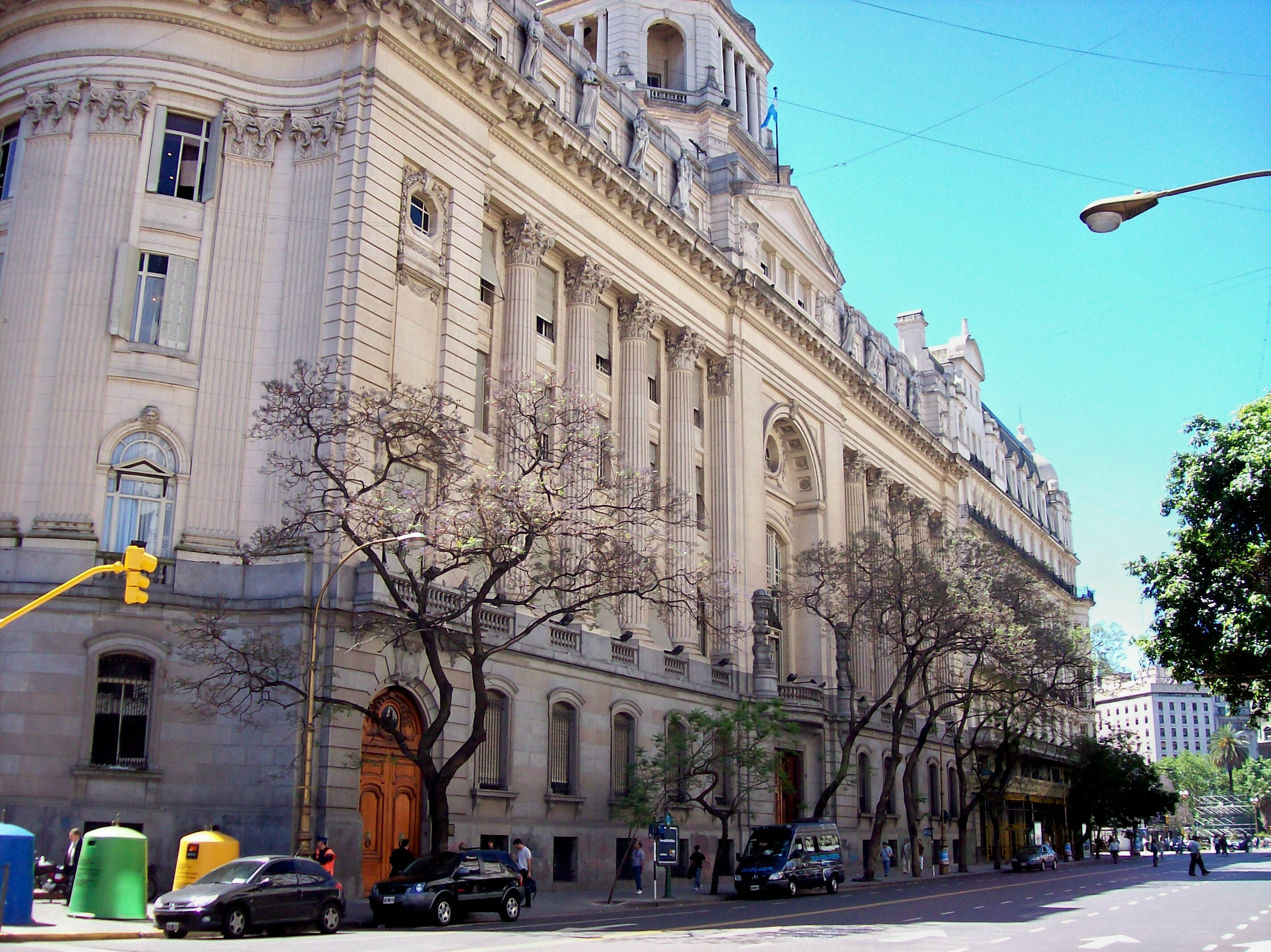
Здание Законодательного собрания города
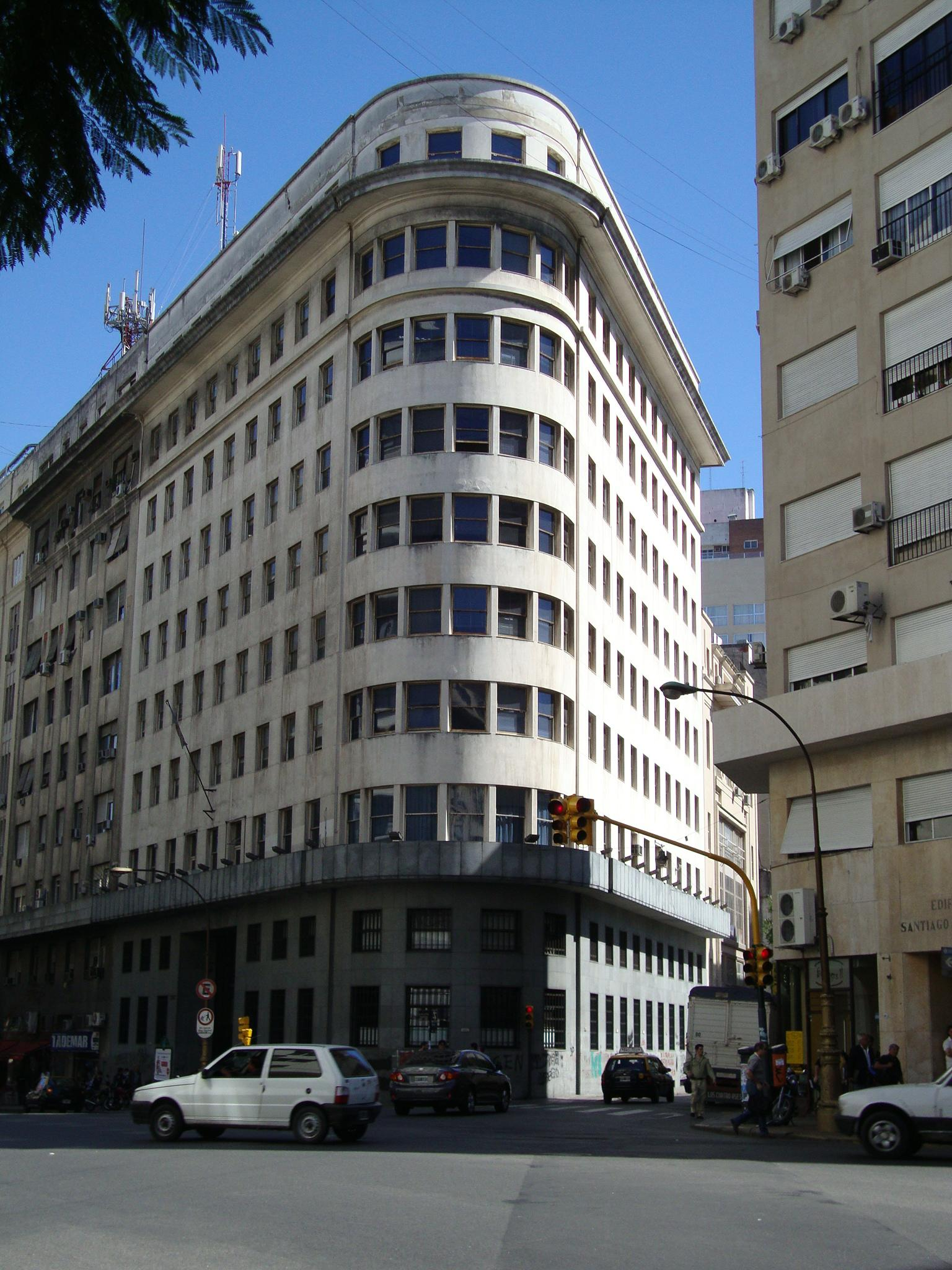
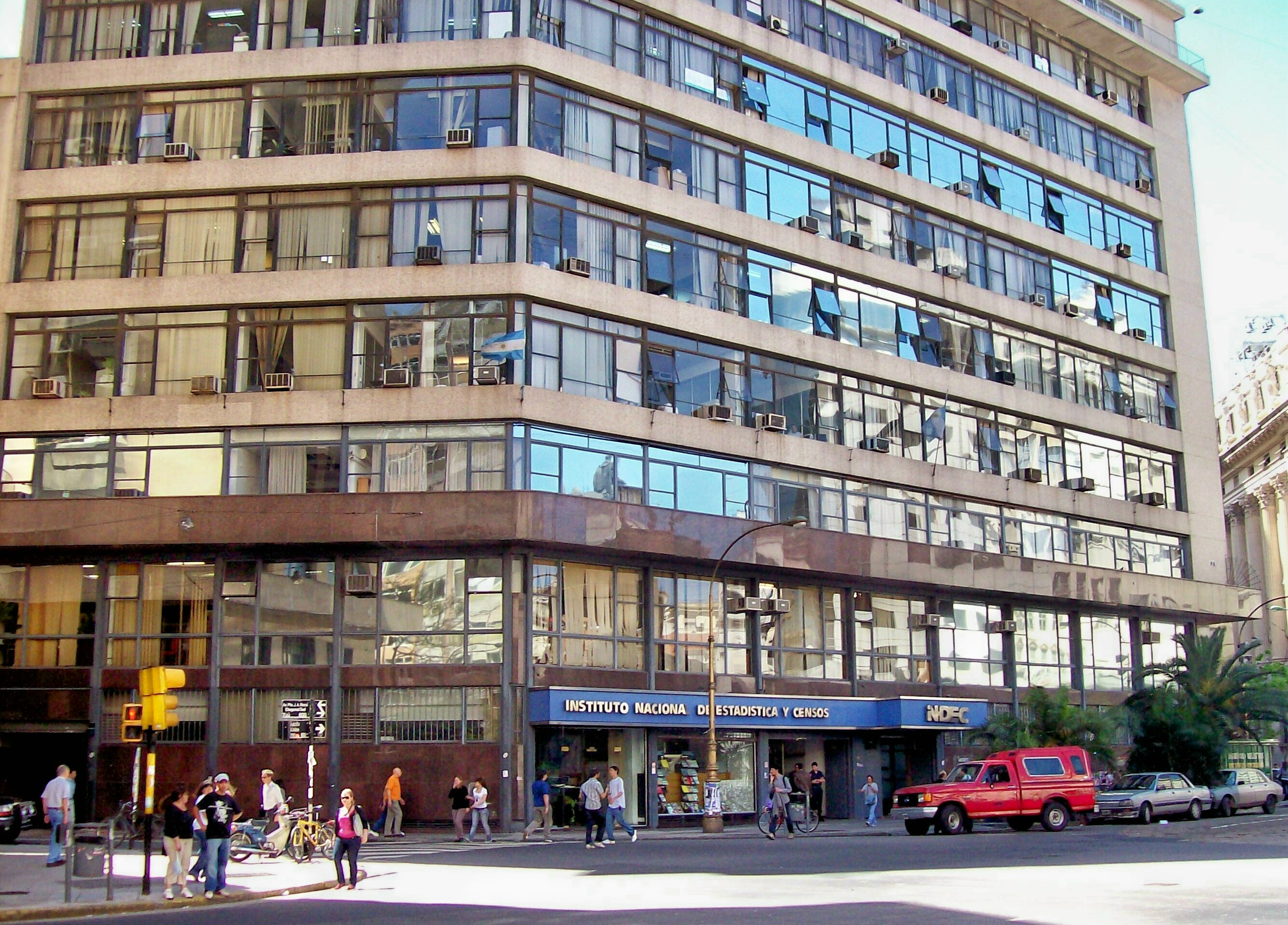
Здание INDEC
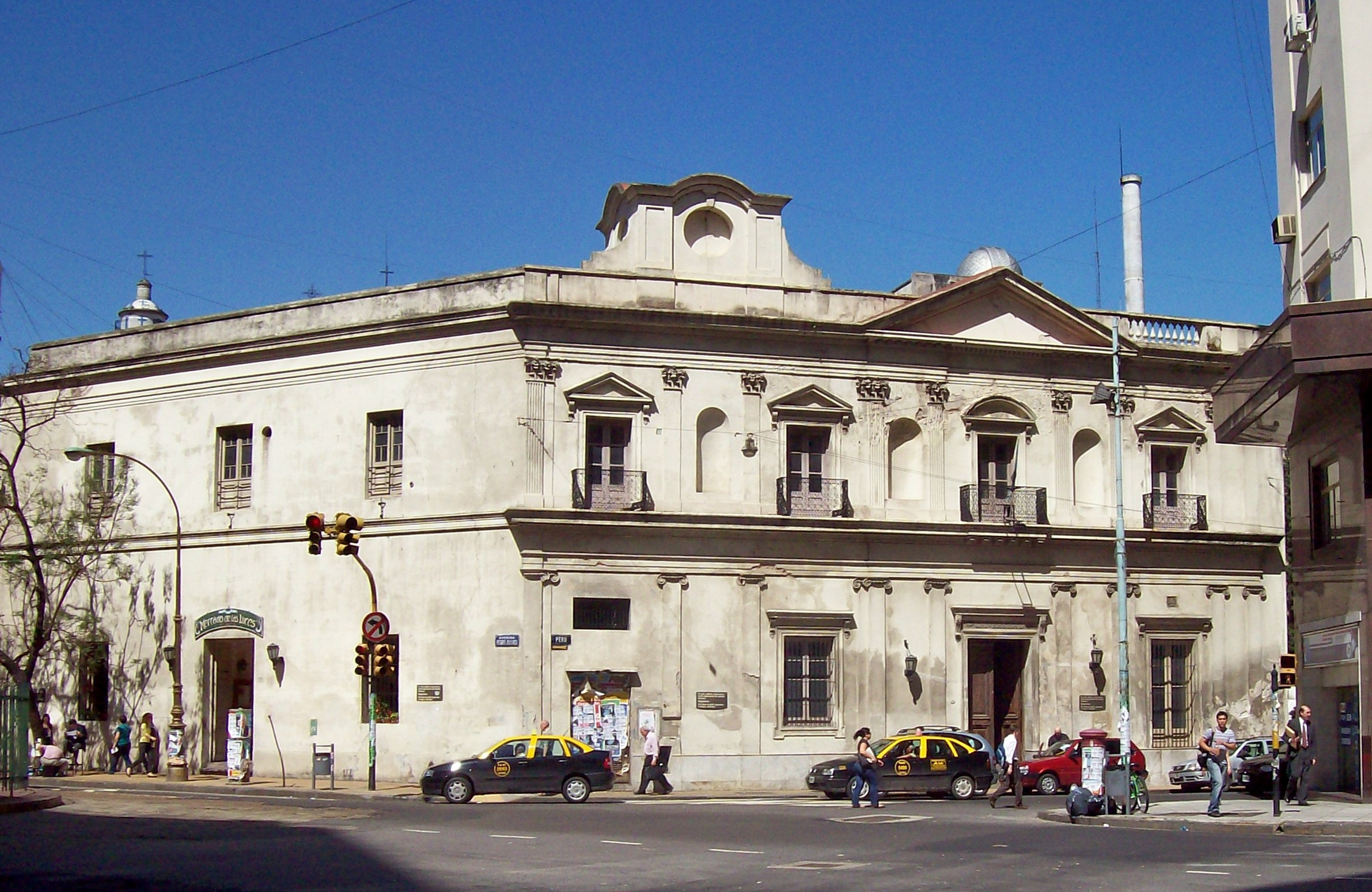
Здание Manzana de las Luces
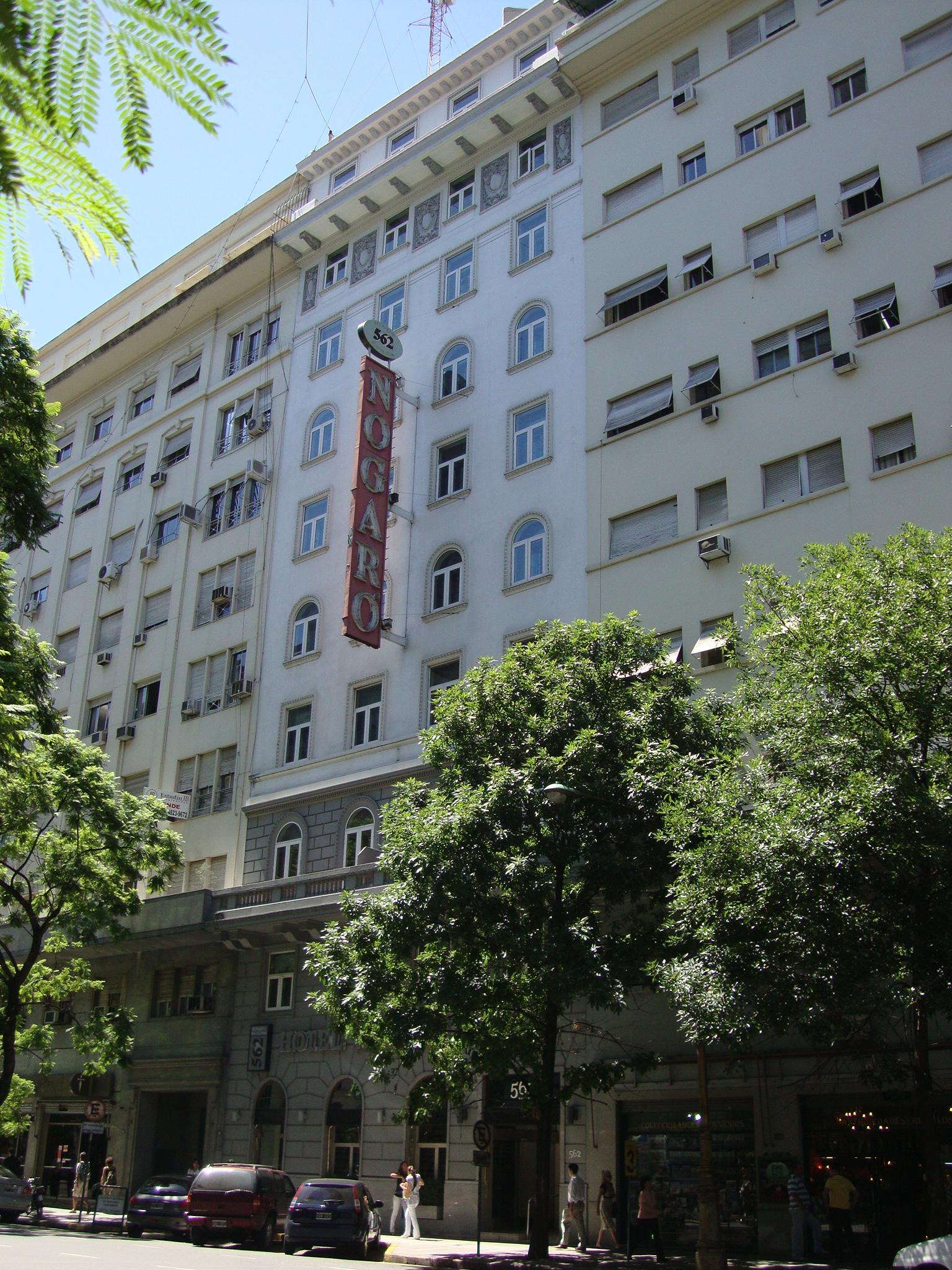
Отель Ногаро
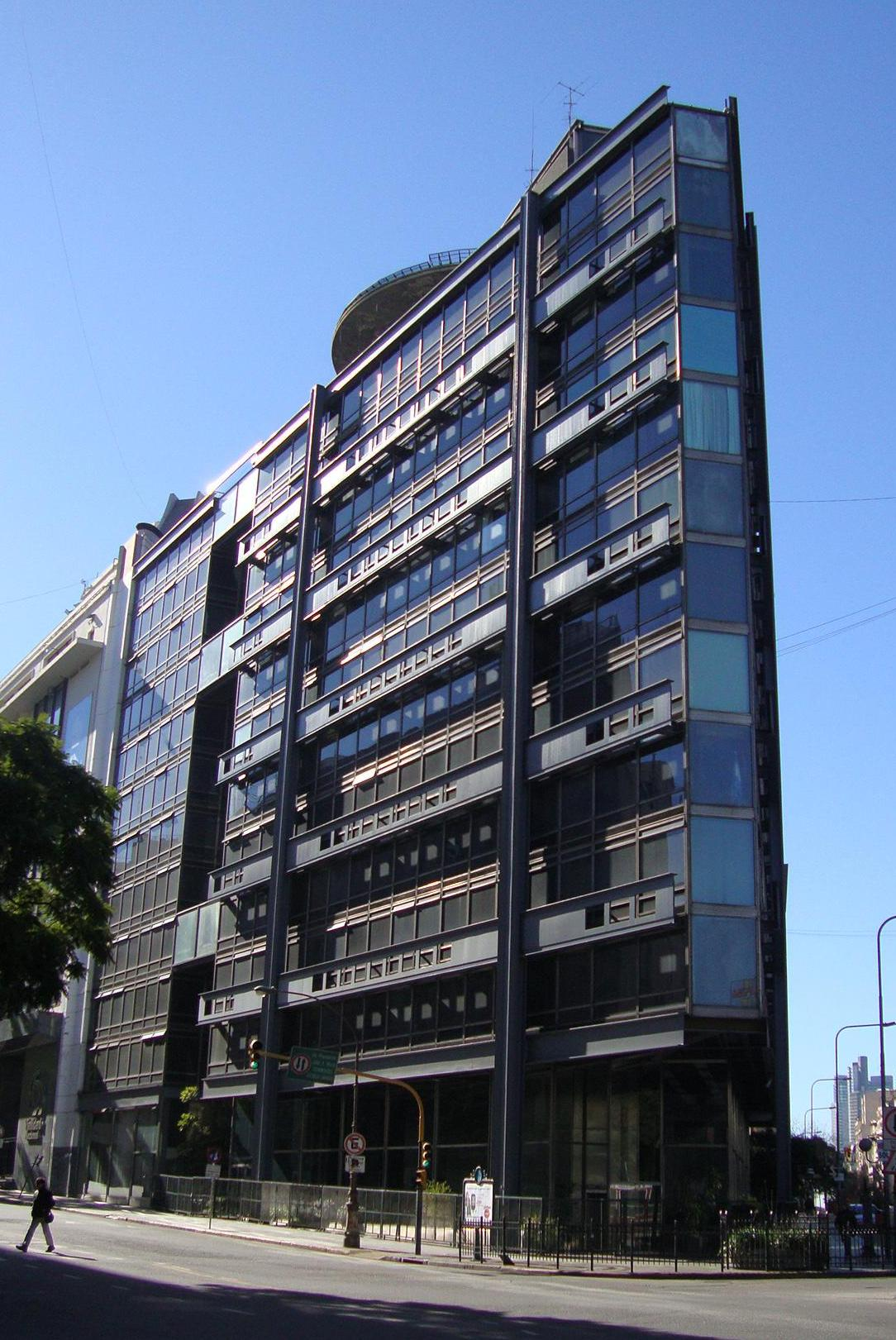
Здание SOMISA